# Parc Presidio
Le parc Presidio (en anglais : Presidio Park) est un parc de la ville de San Diego, en Californie. C'est le site où le presidio de San Diego et la mission San Diego de Alcalá, les premières colonies européennes dans ce qui est maintenant l'Ouest des États-Unis, furent fondées en 1769 par le commandant Pedro Fages sous l'autorité du roi d'Espagne. Le site a été inscrit au Registre national des lieux historiques en 1966. 

## Musée Junípero Serra

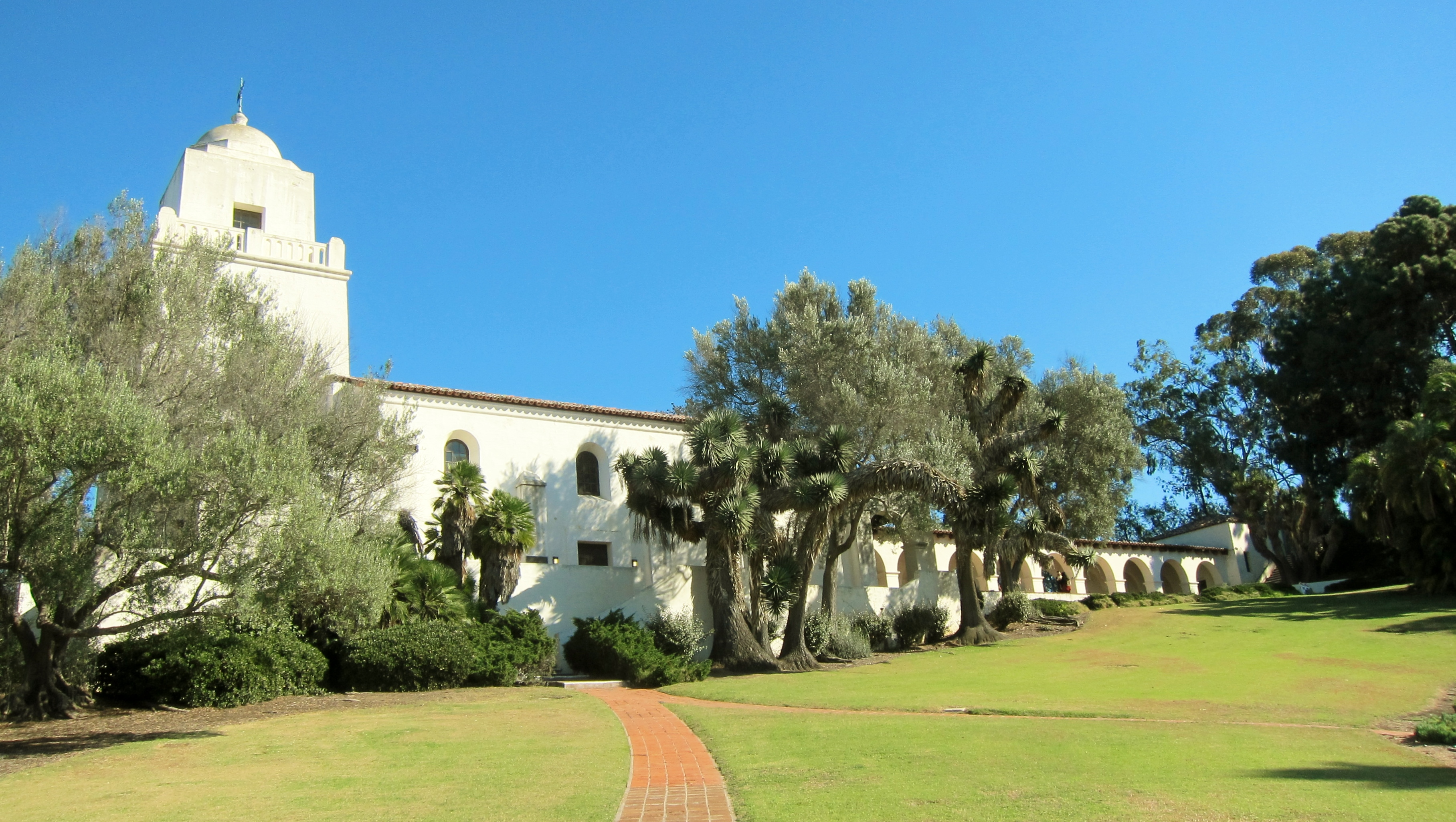
Le musée Junípero Serra.

Le musée Junípero Serra est géré par la San Diego Historical Society et présente des expositions sur la fondation de la ville. Construit en 1925, le musée Serra, avec son architecture de mission, est parfois erronément appelé le Presidio.
Le musée Junípero Serra expose des découvertes archéologiques, des objets historiques et des documents de référence liés à la colonisation espagnole et à l'histoire des débuts de la Californie, et propose des programmes éducatifs sur le patrimoine espagnol, mexicain et indigène de la région de San Diego.
Le musée Serra était le foyer original de la Société historique de San Diego, fondée en 1929 par le philanthrope George Marston. L'organisation, renommée San Diego History Center, a déménagé à Balboa Park en 1982.